# إبراهيم أبو بكر
إبراهيم أبو بكر (بالفرنسية: Ibrahim Aboubacar) هو سياسي فرنسي، ولد في 1 فبراير 1965 في جزر القمر. انتخب نائب فرنسي عن دائرة Mayotte's 2nd constituency ‏ خلال فترته النيابية (20 يونيو 2012 – 20 يونيو 2017).